# Carla Ketellapper-Zielman
Carla Ketellapper-Zielman (30 juli 1984) is een Nederlands voormalig marathonschaatsster. Ze deed ook aan inline-skaten.

## Marathon
Carla Zielman, Carla Ketellapper-Zielman na haar huwelijk met Anton Ketellapper, reed in het marathoncircuit achtereenvolgens bij de schaatsteams van Hoolwerf Heiwerken (2006-2009), CENNED (2009-2013), Palet Schilderwerken (2013-2016), KOGA (2016/2017) en AltijdKoers (2018/19).
In de winter van 2008/2009 won ze het NK marathon op natuurijs. Het seizoen erop, 2009/2010, won ze het Open NK marathon op natuurijs dat op de Weissensee bij Techendorf in Oostenrijk plaatsvond, ook in 2016 en 2019 won ze dit kampioenschap. In 2010/2011 won ze ook nog het NK marathon op kunstijs en werd ze winnaar van de KNSB Cup (sponsornaam: KPN Marathon Cup) bij de vrouwen.
Ze schreef drie natuurijsklassiekers op haar naam, in 2010 won ze de Ronde van Loosdrecht, in 2011 de Ronde van Duurswold en in 2012 De 100 van Eernewoude. In 2012 won ze ook de Alternatieve Elfstedentocht Weissensee en in 2016 de Vikingarännet. Daarnaast zegevierde ze tussen 24 januari 2008 en 28 januari 2019 nog in 32 wedstrijden op zowel op kunst- als natuurijs.
Op 9 februari 2017 sloot zij haar carrière af. In het seizoen 2018/2019 maakte zij, inmiddels moeder van een dochter geworden, haar rentree. In februari 2019 kondigde ze na de laatste KPN Grand Prixwedstrijd, waarvan ze het eindklassement op haar naam schreef, aan dat deze haar laatste wedstrijd was. Op 31 januari 2024 nam ze opnieuw deel aan de Alternatieve Elfstedentocht Weissensee, en werd daarbij 3e.

## Langebaan

### Persoonlijke records
| Afstand    | Tijd    | Datum            | Baan   |
| ---------- | ------- | ---------------- | ------ |
| 500 meter  | 40,91   | 29 december 2012 | Thialf |
| 1000 meter | 1.20,54 | 19 november 2012 | Thialf |
| 1500 meter | 2.01,98 | 9 november 2012  | Thialf |
| 3000 meter | 4.17,42 | 10 november 2012 | Thialf |

### Resultaten
| Jaar | NK allround | NK afstanden                       |
| ---- | ----------- | ---------------------------------- |
| 2013 | 16e         | 13e 1500m · 19e 3000m · massastart |
| 2014 |             | 24e 1500m 6e massastart            |
| 2015 |             | 10e massastart                     |
| 2016 |             | 15e massastart                     |
| 2017 |             | 14e massastart                     |

## Skeeleren
Ook in het skeeleren deed Zielman mee in de nationale vrouwencompetitie en kwam ook internationaal uit, ze nam onder andere deel aan de Europese kampioenschappen inline-skaten 2011.